# Route nationale 18 (Estonie)
Pour les articles homonymes, voir Route nationale 18.
La route nationale 18 (Tugimaantee 18) est une route nationale estonienne reliant Niitvälja à Lehola. Elle mesure 4,7 km.

## Tracé
- Comté de Harju
  - Niitvälja
  - Lehola